# Албайрате
Албайра̀те (на италиански: Albairate, на западноломбардски: Albairà, Албайра) е малко градче и община в Северна Италия, провинция Милано, регион Ломбардия. Разположено е на 124 m надморска височина. Населението на общината е 4641 души (към 2012 г.).